# La mort i la donzella (pel·lícula)
La mort i la donzella (títol original en anglès Death and the Maiden) és una pel·lícula estatunidenca-britànico-francesa dirigida per Roman Polanski i estrenada l'any 1994. Està basada en una 
obra de teatre homònima escrita per Ariel Dorfman i publicada en 1990.

## Argument
En un país imaginari que acaba de patir una terrible dictadura, viuen Paulina Escobar i el seu marit Gerardo, un prestigiós advocat. Una nit, Gerardo es presenta a casa amb un home, el cotxe del qual ha patit una avaria. Es tracta del doctor Miranda, en qui Paulina creu reconèixer el botxí que la va torturar quan va estar empresonada. Decidida a revelar la veritat, el sotmet a una dura captivitat.

## Repartiment
- Sigourney Weaver: Paulina Escobar
- Ben Kingsley: Doctor Roberto Miranda
- Stuart Wilson: Gerardo Escobar